# فرانک وان
فرانک وان (انگلیسی: Frank Vaughn؛ ۱۸ فوریهٔ ۱۹۰۲ – ۹ ژوئیهٔ ۱۹۵۹) یک بازیکن فوتبال اهل ایالات متحده آمریکا بود.